# Tasiocera (Dasymolophilus) minima
Tasiocera (Dasymolophilus) minima is een tweevleugelige uit de familie steltmuggen (Limoniidae). De soort komt voor in het Palearctisch gebied.